# Liste de compositeurs russes

## Par ordre alphabétique
- Haut – A
- B
- C
- D
- E
- F
- G
- H
- I
- J
- K
- L
- M
- N
- O
- P
- Q
- R
- S
- T
- U
- V
- W
- X
- Y
- Z

## A
- Alexandre Abramski (1898–1985)
- Joseph Achron (1886–1943)
- Vassili Agapkine (1884–1964)
- Nikolai Alexandrov (1818–1884)
- Achille Alferaki (1846–1919)
- Alexandre Aliabiev (1787–1851)
- Daniele Amfitheatrof (1901–1983)
- Youri Antonov (1945)
- Anton Arenski (1861–1906)
- Alexandra Armfelt (1870–1933)
- Boris Assafiev (1884–1949)
- Lera Auerbach (1973)

## B
- Mili Balakirev (1837–1910)
- Anton Batagov (1965)
- Alexandre Borodine (1833–1887)
- Revol Bounine (1924–1976)
- Valeri Brainin (1948)

## C
- Gueorgui Catoire (1861–1926)
- Edouard Chafranski (1937–2005)
- Adrian Chapochnikov (1888–1967)
- Iouri Chaporine (1887–1966)
- Vissarion Chebaline (1902–1963)
- Pavel Chesnokov (1877–1944)
- Dmitri Chostakovitch (1906–1975)
- Rodion Chtchedrine (1932)
- César Cui (1835–1918)

## D
- Alexandre Dargomyjski (1813–1869)
- Karl Davidov (1838–1889)
- Edison Denisov (1929–1996)
- Leonid Desyatnikov (1955)
- Isaac Dounaïevski (1900–1955)

## E
- Sophie-Carmen Eckhardt-Gramatté (1901–1974)
- Konstantin Eïgues (1875–1950)
- Victor Ewald (1860–1935)

## F
- Samouïl Feinberg (1890–1962)
- Ielena Firsova (1950)
- Benjamin Fleischmann (1913–1941)
- Boris Fomine (1900–1948)

## G
- Ossip Gabrilowitsch (1878–1936)
- Guerman Galynine (1922–1966)
- Valeri Gavriline (1939–1999)
- Alexandre Glazounov (1865–1936)[1]
- Reinhold Glière (1875–1956)
- Mikhaïl Glinka (1804–1857)
- Alexandre Goedicke (1877–1957)
- Nikolaï Golovanov (1891–1951)
- Piotr Gontcharov (1888–1970)
- Sofia Goubaïdoulina (1931)
- Alexandre Gretchaninov (1864–1956)

## H
- Vladimir Horowitz (1903-1989)

## I
- Alexandre Ilinski (1859–1919)
- Mikhaïl Ippolitov-Ivanov (1859–1935)

## J
- Lev Jourbine (1978)
- Paul Juon (1872-1940)

## K
- Dmitri Kabalevski (1904–1987)
- Vassili Kalinnikov (1866–1901)
- Viktor Kalinnikov (1870-1927)
- Guia Kantcheli (1935-2019) (Géorgien, né Russe)
- Nikolaï Kapoustine (1937-2020)
- Nikolay Kedrov (1871-1940) (en)
- Youri Khanon (1965)
- Aram Khatchatourian (1903-1978)
- Lev Knipper (1898-1974)
- Nikita Kochkine (1956)
- Anatoli Komarovski (1909–1955)
- Ossip Kozlovski (1757–1831)

## L
- Anatoli Liadov (1855–1914)
- Jean Liamine (1899–1944)
- Sergueï Liapounov (1859–1924)
- Arthur Lourié (1892-1966)

## M
- Samouïl Maïkapar (1867–1938)
- Vladimir Martynov (1946)
- Alexandre Medtner (1877-1961)
- Nikolaï Medtner (1880–1951)
- Nikolaï Miaskovski (1881–1950
- Alexandre Mossolov (1900–1973)
- Modeste Moussorgski (1839–1881)

## N
- Tatiana Nikolaïeva (1924–1993)

## O
- Nicolas Obouhov (1892–1954)
- Sergueï Orekhov (1935-1998)
- Galina Oustvolskaïa (1919–2006)

## P
- Alla Pavlova (1952)
- Gavriil Popov (1904–1972)
- Sergueï Prokofiev (1891–1953)

## R
- Sergueï Rachmaninov (1873–1943)[2]
- Vladimir Rebikov (1866–1920)
- Nikolaï Rimski-Korsakov (1844–1908)
- Alexandre Rosenblatt (1956)
- Nikolai Roslavets (1881–1944)
- Anton Rubinstein (1829–1894)

## S
- Alfred Schnittke (1934–1998)
- Alexandre Scriabine (1872–1915)
- Nikolaï Sokolov (1859–1922)
- Mischa Spoliansky (1898-1985)
- Maximilian Steinberg (1883–1946)
- Igor Stravinsky (1882–1971)
- Ievgueni Svetlanov (1928-2002)
- Gueorgui Sviridov (1915–1998)

## T
- Sergueï Taneïev (1856–1915)
- Boris Tchaïkovski (1925–1996)
- Piotr Ilitch Tchaïkovski (1840–1893)
- Nicolas Tcherepnine (1873–1945)
- Alexandre Tcherepnine (1899–1977)
- Vassili Titov (c. 1650-c. 1715)
- Daniil Trifonov (1991)
- Dmitri Tsyganov (1903-1992)

## V
- Alexandre Vassilievitch Aleksandrov (1883–1946)
- Vladimir Vavilov (1925–1973)
- Alexander Veprik (1899-1958) (en)
- Andreï Volkonski (1933-2008)

## W
- Mieczysław Weinberg (1919–1996)
- Ivan Wyschnegradsky (1893-1979)

## Z
- Alexandre Zhourbin[N 1] (1945)
- Alexei Zhivotov (1904-1964)

## Par année de naissance
- Vassili Titov (c. 1650-c. 1715)
- Ossip Kozlovski (1757–1831)
- Alexandre Aliabiev (1787–1851)

- Mikhaïl Glinka (1804–1857)
- Alexandre Dargomyjski (1813–1869)
- Nikolai Alexandrov (1818–1884)
- Anton Rubinstein (1829–1894)
- Alexandre Borodine (1833–1887)
- Mili Balakirev (1837–1910)
- Karl Davidov (1838–1889)
- Modeste Moussorgski (1839–1881)
- Piotr Ilitch Tchaïkovski (1840–1893)
- Nikolaï Rimski-Korsakov (1844–1908)
- Achille Alferaki (1846–1919)

- Anatoli Liadov (1855–1914)
- Sergueï Taneïev (1856–1915)
- Alexander Ilyinsky (1859–1919)
- Mikhaïl Ippolitov-Ivanov (1859–1935)
- Sergueï Liapounov (1859–1924)
- Nikolaï Sokolov (1859–1922)
- Victor Ewald (1860–1935)
- Anton Arenski (1861–1906)
- Gueorgui Catoire (1861–1926)
- Alexandre Gretchaninov (1864–1956)
- Alexandre Glazounov (1865–1936)[1]
- Vassili Kalinnikov (1866–1901)
- Vladimir Rebikov (1866–1920)
- Samouïl Maïkapar (1867–1938)
- Alexandra Armfelt (1870–1933)
- Nikolay Kedrov (1871-1940) (en)
- Paul Juon (1872-1940)
- Alexandre Scriabine (1872–1915)
- Sergueï Rachmaninov (1873–1943)[2]
- Nicolas Tcherepnine (1873–1945)
- Konstantin Eïgues (1875–1950)
- Reinhold Glière (1875–1956)
- Pavel Chesnokov (1877–1944)
- Alexandre Goedicke (1877–1957)
- Ossip Gabrilowitsch (1878–1936)
- Nikolaï Medtner (1880–1951)
- Nikolaï Miaskovski (1881–1950)
- Nikolai Roslavets (1881–1944)
- Igor Stravinsky (1882–1971)
- Maximilian Steinberg (1883–1946)
- Alexandre Vassilievitch Aleksandrov (1883–1946)
- Vassili Agapkine (1884–1964)
- Boris Assafiev (1884–1949)
- Joseph Achron (1886–1943)
- Iouri Chaporine (1887–1966)
- Piotr Gontcharov (1888–1970)
- Samouïl Feinberg (1890–1962)
- Nikolaï Golovanov (1891–1951)
- Sergueï Prokofiev (1891–1953)
- Arthur Lourié (1892-1966)
- Nicolas Obouhov (1892–1954)
- Ivan Wyschnegradsky (1893-1979)
- Alexandre Abramski (1898–1985)
- Lev Knipper (1898-1974)
- Mischa Spoliansky (1898-1985)
- Jean Liamine (1899–1944)
- Alexander Veprik (1899-1958) (en)
- Alexandre Tcherepnine (1899–1977)
- Isaac Dounaïevski (1900–1955)
- Daniele Amfitheatrof (1901–1983)
- Isaac Dounaïevski (1900–1955)
- Boris Fomine (1900–1948)
- Alexandre Mossolov (1900–1973)
- Sophie-Carmen Eckhardt-Gramatté (1901–1974)
- Vissarion Chebaline (1902–1963)
- Vladimir Horowitz (1903-1989)
- Aram Khatchatourian (1903-1978)
- Dmitri Tsyganov (1903-1992)
- Dmitri Kabalevski (1904–1987)
- Gavriil Popov (1904–1972)
- Alexei Zhivotov (1904-1964)
- Dmitri Chostakovitch (1906–1975)
- Anatoli Komarovski (1909–1955)
- Benjamin Fleischmann (1913–1941)
- Gueorgui Sviridov (1915–1998)
- Galina Oustvolskaïa (1919–2006)
- Mieczysław Weinberg (1919–1996)
- Guerman Galynine (1922–1966)
- Revol Bounine (1924–1976)
- Tatiana Nikolaïeva (1924–1993)
- Boris Tchaïkovski (1925–1996)
- Vladimir Vavilov (1925–1973)
- Ievgueni Svetlanov (1928-2002)
- Edison Denisov (1929–1996)
- Sofia Goubaïdoulina (1931)
- Rodion Chtchedrine (1932)
- Andreï Volkonski (1933-2008)
- Alfred Schnittke (1934–1998)
- Guia Kantcheli (1935-2019) (Géorgien, né Russe)
- Sergei Orehov (1935-1998)
- Edouard Chafranski (1937–2005)
- Nikolaï Kapoustine (1937)
- Valeri Gavriline (1939–1999)
- Youri Antonov (1945)
- Alexandre Zhourbin[N 1] (1945)
- Vladimir Martynov (1946)
- Valeri Brainin (1948)
- Ielena Firsova (1950)
- Alla Pavlova (1952)
- Leonid Desyatnikov (1955)
- Nikita Kochkine (1956)
- Alexandre Rosenblatt (1956)
- Anton Batagov (1965)
- Youri Khanon (1965)
- Lera Auerbach (1973)
- Lev Jourbine (1978)
- Daniil Trifonov (1991)